# Neulandsiedlung
Die Neulandsiedlung ist ein Stadtteil der kreisfreien Stadt Nürnberg und gehört zum Statistischen Bezirk 37 (Langwasser Südwest). 

## Geschichte
Die Siedlung wurde beiderseits der Zollhausstraße von der Siedlervereinigung Neuland e. V. seit den 1950er Jahren erbaut und ist Teil des PLZ-Bezirks 90469. Die Siedlung ist ein Teil von Langwasser. Am 31. Dezember 1997 hatte die Siedlung 1.263 Bewohner und 570 Wohngebäude.

## Verkehr
Durch die VAG-Bushaltestelle Neulandsiedlung (Linien 610, 52 und N60) ist die Siedlung nahverkehrstechnisch erschlossen. Die Siedlung liegt an der Staatsstraße 2225 und unweit des Frankenschnellwegs, Einfahrt Zollhaus.